# CACNA2D3
CACNA2D3‏ (Calcium voltage-gated channel auxiliary subunit alpha2delta 3) هوَ بروتين يُشَفر بواسطة جين CACNA2D3 في الإنسان.